# بكى يسوع

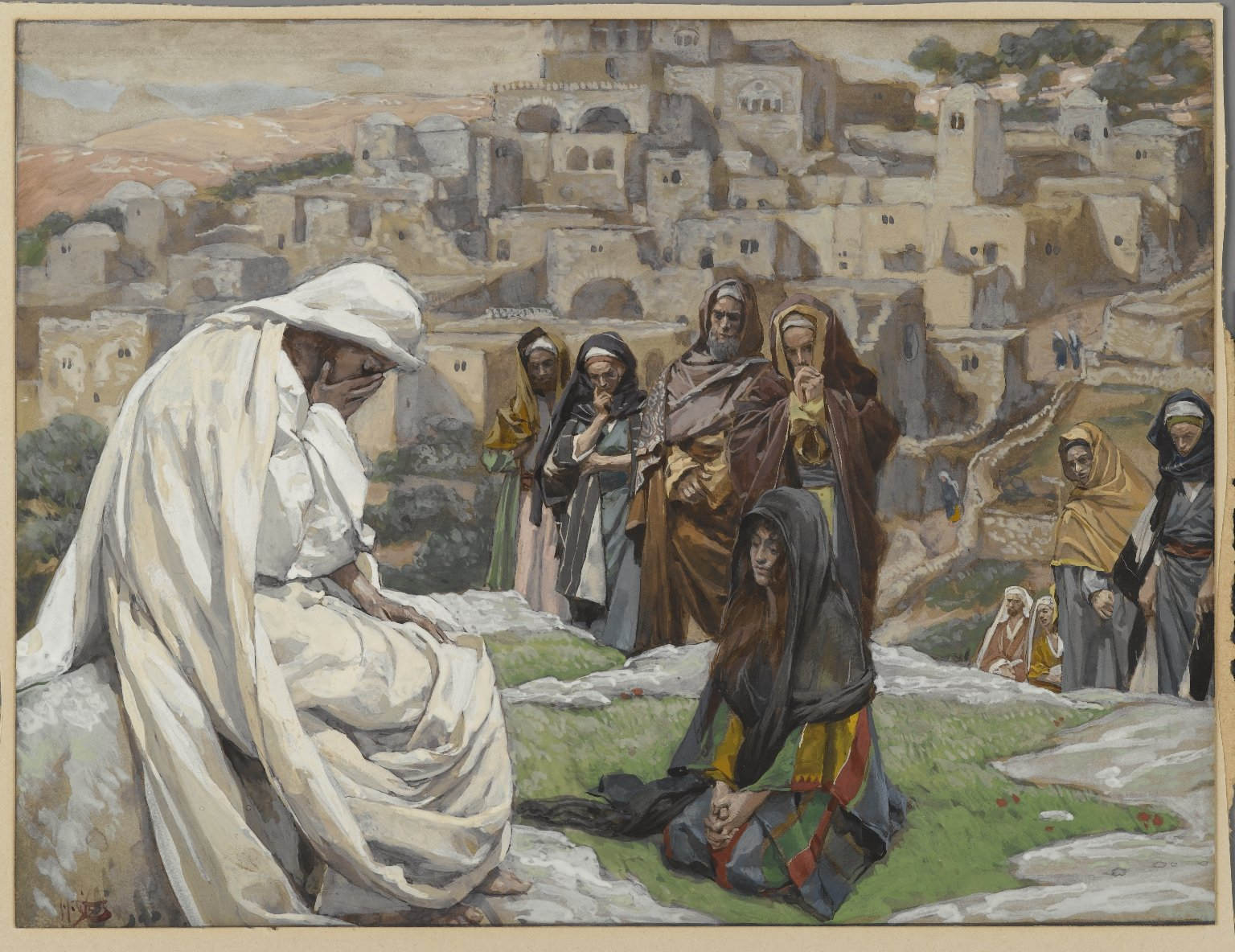
لوحة بكى يسوع (Jésus pleura) للرسام جيمس تيسو.

بكى يسوع (باليونانية: ἐδάκρυσεν ὁ Ἰησοῦς)، هي عبارة مشهورة بكونها أقصر آية في نسخة الملك جيمس للكتاب المقدس والعديد من الترجمات الأخرى. ولكنها ليست الأقصر في اللغات الأصلية. العبارة موجودة في إنجيل يوحنا، الفصل 11، الآية 35. تم إدخال فواصل الآيات أو نظم الشعر في النص اليوناني بواسطة روبرت إستيان في عام 1551 لتسهيل الاستشهاد والمقارنة بين النصوص.